# Distretto di Mórrope
Il distretto di Mórrope è uno dei dodici distretti della provincia di Lambayeque, in Perù. Si trova nella regione di Lambayeque e si estende su una superficie di 1.057,66 chilometri quadrati.

Ha per capitale la città di Mórrope e contava 38.464 abitanti nel censimento del 2005.